# Aliabbas Salahzadé
Aliabbas Salahzadé est un homme politique azerbaïdjanais, membre de la VIe législature de l'Assemblée nationale d'Azerbaïdjan.

## Biographie
Aliabbas Salahzadé est né le 22 janvier 1979 à Bakou. Il a étudié à l'Université internationale d'Azerbaïdjan. Plus tard, il est diplômé de la faculté de droit international de l'Académie nationale de l'aviation de la République d'Azerbaïdjan.
Il parle anglais et russe.

### Carrière
En 2006, il a été nommé chef du département de l'éducation, de la santé et de la culture au sein du pouvoir exécutif du district de Sabuntchu de la ville de Bakou. En 2009, par décision de la Commission supérieure d'attestation auprès du président de la République d'Azerbaïdjan, il a obtenu un doctorat en sciences juridiques.
Aliabbas Salahzade est membre du Comité des ressources naturelles, de l'énergie et de l'écologie et du Comité des affaires régionales  l'Assemblée nationale. Il est le chef du groupe de travail sur les relations interparlementaires Azerbaïdjan-Djibouti et membre des groupes de travail sur les relations avec les parlements d'Albanie, d'Argentine, de Bahreïn, des Émirats arabes unis, de la République tchèque, de Suède, de Serbie et d'Arabie saoudite.

### Famille
Aliabbas Salahzadé est marié et a 4 enfants.